# 日劇學院賞
日劇學院賞（日語：ザテレビジョンドラマアカデミー賞）是日本電視情報週刊《The Television》自1994年4月起，以一季為單位所舉辦的日本電視劇評鑑，評選作品必須是前一季曾播出5集以上，且全劇播出完畢的電視劇。

## 授獎內容
現今全部一共評選出最佳作品、最佳男主角、最佳女主角、最佳男配角、最佳女配角、最佳電視劇歌曲、最佳劇本、最佳導演、特別獎9種獎項，其中前6個獎項分別由雜誌讀者、4位評審、15名電視記者依照比率平均計票，而除了特別賞以外的2個獎項則是由評審與電視記者投票選出，特別賞是合議選出。

## 授獎沿革
- 第15回開始將晨間與午間，兩個時段的電視劇列入當季評選。
- 第20回起，將原本的攝影賞改為劇中音樂賞。
- 第34回起，投票時間改為電視劇播畢之後。
- 第35回起，如有演員同時因演出數部電視劇而得到提名，則將票數集中在最主要的一部上面。
- 第44回起，停止頒發主題曲賞、服裝賞及卡司賞
- 第52回，只頒發最佳作品、最佳男主角、最佳女主角、最佳男配角、最佳女配角及（電視週刊）特別獎等六個獎項。
- 第53回起，恢復最佳導演、最佳劇本、最佳電視劇歌曲，停止頒發音樂賞、片頭片尾賞、新人賞

## 已廢除獎項
- 新人賞
- 服裝造型賞
- 攝影賞
- 卡司賞
- 片頭片尾賞
- 音樂賞

## 評審名單
每回由以下評審（審查員）負責「評審票」的投票：
- 稻増龍夫（日语：稲増龍夫）（法政大學教授）
- 麻生千晶（日语：麻生千晶）（作家、娛樂評論者）
- 北川昌弘（日语：北川昌弘）（偶像藝人研究者）
- 香取綾子（日语：カトリーヌあやこ）（漫畫家）

## 爭議
因本雜誌主辦之獎項於90年代為少數的電視劇獎項，曾具備一定程度的公信力，但迄今讀者票改由網路投票後，不僅公信力受到外界質疑，其性質不若CONFiDENCE日劇大獎限定由多位業界人士投票，日劇學院賞評審票僅由固定四位評審委員擔任，且四位長年不變，加上主辦單位開放網路投票，每季吸引人氣演員及偶像藝人的支持者於短時間內大量投票，亦曾有參演者鼓勵支持者投票，同時也未曾公布「讀者」、「記者」、「評審」三項投票群體各占的比例，其不透明化引起質疑。
2018年，因《大叔之愛》的粉絲發動組織票灌票，最後致使主辦單位宣布其中被視為「以系統灌票」的36萬票數無效。

## 統計數據

### 最佳作品
- 雖有眾多系列作品，但卻只有三部系列作曾多次奪奬，分別是2009年《仁醫》和2011年《仁醫2》、2001年《HERO》和2014年《HERO 2》、與及2010年《空中急診英雄 第2季》和2017年的《空中急診英雄 第3季》。而《極道鮮師》、《空中急診英雄》、《律政狂人》及《龍櫻》此四套系列作品，都只有續作得奬而首作落敗，其中《空中急診英雄》更是兩部續作皆得奬。
- 最佳作品中，富士電視台和TBS電視台獲獎的電視劇佔絕大多數，兩台相加所占比例約80%。但自2010年之後，富士電視台的優勢已不再明顯，2010~2021年間獲獎的最佳作品中僅占9部。2021年與TBS電視台並列第一為獲獎多數的電視台，而這樣的情況也預告會有電視台超越富士電視台的獲獎優勢。2021年11月17日，TBS電視台正式超越富士電視台以往獲獎多數的地位，逐漸成為獲獎最多電視劇的電視台。
- 第1回日劇學院賞（1994年）最佳作品《無家可歸的小孩》即為日本電視台作品，但直至十年後的第41回日劇學院賞（2004年）的《與光同行》日本電視台才第二次獲獎。
- 身為四大民營電視台之一的朝日電視台直至2014年才憑《BORDER》首次獲獎。
- 五大在京核心局之一的東京電視台直至2019年才憑《昨日的美食》首次獲獎。
- 最佳作品所屬電視台統計

| 排名 | 電視台     | 獲獎作品數 | 所佔比例 |
| ---- | ---------- | ---------- | -------- |
| 1    | TBS電視台  | 51         | 41.46%   |
| 2    | 富士電視台 | 42         | 34.15%   |
| 3    | 日本電視台 | 12         | 8.94%    |
| 4    | NHK        | 10         | 8.13%    |
| 5    | 朝日電視台 | 3          | 2.44%    |
| 5    | 關西電視台 | 3          | 2.44%    |
| 6    | 東京電視台 | 2          | 1.63%    |

- 最佳作品所屬電視劇播放時段前兩名分別為TBS電視台和富士電視的兩大看板強檔，即常敢於嘗試新穎題材的「金十」，以及戀愛王道題材知名（現今已朝向職人、推理類型題材為主）的「月九」。
- 迄今只有《SP 警視廳警備部警護課第四係》、《民王》、《大叔的愛》、《昨日的美食》和《如果30歲還是處男，似乎就能成為魔法師》五部深夜電視劇（指23時以後播放）獲獎。
- 最佳作品所屬電視劇播放時段統計

| 排名 | 電視台     | 播放時段           | 獲獎次數 |
| ---- | ---------- | ------------------ | -------- |
| 1    | TBS電視台  | 週五連續劇         | 21       |
| 2    | 富士電視台 | 週一晚間九點連續劇 | 18       |
| 3    | TBS電視台  | 週日劇場           | 16       |
| 4    | 富士電視台 | 週四劇場           | 12       |
| 5    | NHK        | 晨間劇             | 7        |
| 6    | TBS電視台  | 週二連續劇         | 6        |
| 6    | 富士電視台 | 週二晚間九點連續劇 | 6        |
| 7    | 日本電視台 | 週三連續劇         | 5        |
| 8    | 日本電視台 | 週六晚間九點連續劇 | 4        |
| 9    | 日本電視台 | 週日連續劇         | 3        |
| 9    | NHK        | 大河劇             | 3        |
| 9    | TBS電視台  | 週四晚間十點連續劇 | 3        |
| 9    | 富士電視台 | 週三晚間十點連續劇 | 3        |
| 10   | 關西電視台 | 週二晚間十點連續劇 | 2        |

### 最佳男主角
- 至2025年公布的第123回學院賞，木村拓哉共11度獲獎，為目前獲得最佳男主角及演技類獎項最多的演員，但未拿過最佳男配角。
- 草彅剛以7度獲獎列第二，並且拿過最佳男配角，而截至2025年的第123回學院賞，有48次男主角得主為傑尼斯事務所旗下的藝人(已離開事務所時期的藝人不計入，現在傑尼斯事務所已改名為STARTO ENTERTAIMENT，後續的男主角得主依舊計入之前的數據)。
- 最年輕的最佳男主角得主是香取慎吾，當時得獎年齡為20歲，但演出此劇的年齡為19歲（第11回《德克（日语：ドク）》）；而最年長的最佳男主角得主是役所廣司，得奬年齡為61歲（第95回《陸王》）。
- SMAP是最佳男主角的大蠃家，雖然一直到現在，稻垣吾郎未曾得奬，但其餘四位成員合共奪得該奬21次，幾乎包攬了四分之一。而同為傑尼斯事務所的另一人氣組合嵐有4位成員合計11度拿下最佳男主角，只有相葉雅紀一人未曾得奬。
- 堺雅人是首位也是目前唯一一位連續獲得最佳男主角的男演員（第78回《半澤直樹》、第79回《王牌大律師 2》）。
- 自NHK晨間劇被列入授獎範圍後，直到2020年第106回才有男演員擔綱主演並獲得此獎項（因為大多數晨間劇主演演員多為女性，男性主演的比例比較少），目前唯一一位，也是首位獲獎者為第106回的窪田正孝《歡呼》。

### 最佳女主角
- 至2025年公布的第123回學院賞，松嶋菜菜子和菅野美穗二人各以6度獲獎並列第一，另外，松嶋菜菜子和菅野美穗二人都未拿過最佳女配角。
- 常盤貴子、仲間由紀惠、篠原涼子以5度獲獎並列第二，並皆分別拿過最佳女配角，而綾瀨遙分別獲得最佳女主角及最佳女配角獎各4次，共8次獲奬，為目前獲得演技類獎項最多的女演員。
- 最年輕的最佳女主角得主是蘆田愛菜，得奬時才剛過7歲生日不久（第69回《寶貝的生活守則》）；而最年長的最佳女主角得主是小泉今日子，得奬年齡為48歲（第81回《續‧倒數第二次戀愛》）。
- 松嶋菜菜子是首位也是目前唯一一位連續獲得最佳女主角的女演員（第35回《利家與松》、第36回《美女或野獸》）
- 自NHK晨間劇被列入授獎範圍後，共有14位晨間劇主演者獲頒最佳女主角，首位獲獎者是第30回的國仲涼子《水姑娘》，其他為第50回的宮崎葵《純情閃耀》、第70回的井上真央《陽子》、第72回的尾野真千子《糸子的洋裝店》、第74回的堀北真希《小梅醫生》、第78回的能年玲奈《小海女》、第80回的杏《多謝款待》、第82回的吉高由里子《花子與安妮》、第88回的波瑠《阿淺來了》、第94回的有村架純《雛鳥》、第98回的永野芽郁《一半，藍色。》、第111回的上白石萌音《Come Come Everybody》、第119回的趣里《布基烏基》以及第121回的伊藤沙莉《如虎添翼》。將近長達半年的晨間劇在日劇學院賞具有優勢，雖然近日晨間劇收視情況略為下降，但第100部晨間劇之前大多數得主都以海選試鏡之方式取得演出資格也隨即獲獎之現象。
- 宮崎葵（第50回的《櫻子》和第59回的《篤姬》）、吉高由里子（第82回的《花子與安妮》和第122回的《致光之君》）各以NHK晨間劇和NHK大河劇獲得最佳女主角。

### 最佳男配角
- 至2025年的第123回學院賞，高橋一生共4度獲獎，為目前獲得最佳男配角最多的男演員，但到目前為止未拿過最佳男主角。
- 岸谷五朗、竹野內豐、香取慎吾、渡部篤郎、堤真一、香川照之、內野聖陽、吉田鋼太郎、佐藤健、阿部寬以3度獲獎並列第二，其中香川照之除了以NHK大河劇拿下男配角之外，更以《半澤直樹》中飾演同一角色2度獲得最佳男配角。
- SMAP之中，只有香取慎吾（3次）及草彅剛（2次）二人曾獲奬，而嵐之中更只有松本潤一人曾2度獲獎。
- 目前未有人連續獲得最佳男配角，為學院賞個人奬項中唯一特例。
- 曾經連續2回分別得到最佳男配角及最佳男主角的只有渡部篤郎一人。（第20回《繼續》最佳男配角、第21回《迷宮》最佳男主角）
- 曾奪得最佳男主角及最佳男配角的共有23人，分別是：香取慎吾、竹野內豐、渡部篤郎、瀧澤秀明、妻夫木聰、阿部寬、龜梨和也、松本潤、大澤隆夫、永山瑛太、堺雅人、佐藤健、窪田正孝、唐澤壽明、菅田將暉、內野聖陽、竹內涼真、賀來賢人、草彅剛、田中圭、長谷川博己、目黑蓮、神木隆之介。
- 草彅剛以NHK大河劇和NHK晨間劇獲得最佳男配角，分別為第110回的《直衝青天》和第119回的《布基烏基》。

### 最佳女配角
- 至2025年的第123回學院賞，菜菜緒共5度獲獎，為目前獲得最佳女配角最多的女演員，但到目前為止未拿過最佳女主角。
- 廣末涼子、綾瀨遙二人各以4度獲獎並列第二，而廣末涼子（第26回《夏之雪（日语：Summer Snow）》、第27回《頑固老爹（日语：オヤジぃ）》）、夏帆（第114回《Silent》、第115回《重啟人生》）二人分別成為連續獲得最佳女配角的演員，是日劇學院賞演技獎項裡連續獲獎演員的新紀錄。
- 常盤貴子是唯一曾連續兩回分別奪得最佳女配角和最佳女主角的演員。（第23回《美人》最佳女配角、第24回《美麗人生》最佳女主角）
- 共有34人曾兼奪最佳女主角及最佳女配角，人數上遠多於男演員（因日劇多為男演員單獨主演，女主角掛名配角居多）。分別是：山口智子、常盤貴子、室井滋、永作博美、深津繪里、水野美紀、星野真里、竹內結子、上戶彩、篠原涼子、上野樹里、堀北真希、松雪泰子、綾瀨遙、香里奈、鈴木京香、戶田惠梨香、多部未華子、尾野真千子、杏、小泉今日子、仲間由紀惠、吉高由里子、石原聰美、新垣結衣、黑木華、永野芽郁、深田恭子、高畑充希、有村架純、奈緒、松岡茉優、蘆田愛菜、杉咲花。
- 其中，滿島光三次獲獎中，除了在第83回以《對不起青春！》及第95回以《監獄公主》獲獎之外，亦在第86回以《根性青蛙》劇中的「配音」角色獲獎，為至今唯一以聲演而獲奬之例。
- 2020年的第106回學院賞，二階堂富美演出的《歡呼》為目前參與NHK晨間劇擔綱近似主演者獲獎的女配角。（因該劇為男演員單獨主演，而NHK也認為該主演角色的妻子接近主演等級，過往晨間劇女配角獲獎者皆為共演演員，而該劇主要描述男主演角色的故事為主，因而把二階堂富美放入共演者）

### 最佳劇本
- 至2025年的第123回為止，宮藤官九郎共14次获獎，是所有個人奬項中獲奬次數最多的一位。分別為《池袋西口公園》（第25回）、《木更津貓眼》（第32回）、《我的魔法師》（第37回）、《曼哈頓愛情故事》（第39回）、《虎與龍》（第45回）、《流星之絆》（第59回）、《自戀刑警》（第66回）、《小海女》（第78回）、《對不起青春！》（第83回）、《寬鬆世代又怎樣》（第89回）、《監獄公主》（第95回）、《我家的故事》（第107回）、《極度不妥！》（第119回）、《新宿野戰醫院》（第121回）。
- 三谷幸喜（1、5、8、21、26、43、91、114回）共8次獲獎次多、坂元裕二（53、65、70、76、92、108、113回）共7次获獎第三多，岡田惠和（14、22、30、35、72、94回）、森下佳子（42、63、69、80、85、98回）共6次獲獎第四多。
- 《仁醫》和《仁醫2》系列的編劇森下佳子、《Legal High》和《王牌大律師2》系列的編劇古澤良太、《相棒 第八季》和《相棒 第九季》系列的編劇群(僅櫻井武晴、輿水泰弘、古澤良太、太田愛、戶田山雅司連續系列獲獎，德永富彥於第八季獲獎，第九季沒有參與劇本寫作)皆獲獎。
- 宮藤官九郎、古澤良太和森下佳子分別在78、79、80回獲獎後，又分別在83、84、85回獲獎，為最佳劇本設獎以來特殊的獲獎現象。
- 笨蛋節奏在第83回拿下特別獎之後，又以《重啟人生》獲得第115回最佳劇本，是唯一一位拿過特別獎和最佳劇本的編劇家之外，更是以獲獎作品親身演出的編劇家（飾演死後諮詢處的一位櫃台人員）。
- 鈴木收在第92回曾提名過最佳劇本，於2024年以《不離婚的男人》獲得第119回特別獎，不僅是第二位編劇家且沒有獲得最佳劇本的紀錄拿下特別獎之外，更是以封筆的日劇作品和曾在日本綜藝節目SMAP×SMAP長期擔任撰寫節目企劃腳本為由給予特別獎的得主。

### 最佳導演
- 至2025年公布的第123回為止，金子文紀曾11次獲獎最多（20、25、31、32、45、59、67、91、92、107、119回），土井裕泰曾9次獲獎次多（4、24、29、39、41、66、91、92、102回），其中有3回為金子文紀及土井裕泰一同獲獎；堤幸彥（20、25、26、31、34、42、67回）、塚原亞由子（83、96、103、110、113、118、122回）共7次獲獎第三多，其中有4回為金子文紀及堤幸彥一同獲獎。
- 澤田鎌作（21、22回，27、28回）、堤幸彥（25、26回）、松原浩（34、35回）、西谷弘（43、44回）、石川淳一（72、73回）、金子文紀（31、32回，91、92回）、土井裕泰（91、92回）、鈴木勇馬（99、100回）、山室大輔（103、104回）、松木彩（104、105回）、狩山俊輔（115、116回）為連續獲得最佳導演獎的導演
- 《HERO》和《HERO 2》、《仁醫》和《仁醫2》、《Legal High》和《Legal High 2》、《半澤直樹》和《半澤直樹2》系列的導演皆獲獎。
- 生野慈朗、土井裕泰、今井夏木於第29回以《Love Story》獲獎後，又於第41回以《Orange Days》再度獲獎；福澤克雄、棚澤孝義、田中健太於第78回以《半澤直樹》獲獎後，又於第87回以《下町火箭》再度獲獎，為最佳導演設獎以來同導演群獲獎的特殊現象。

### 最佳電視劇歌曲
- 至2025年公布的第123回為止，嵐14次獲獎最多，到目前為止沒有歌手或演唱團體能超越此紀錄。宇多田光5次獲獎次多，也是目前獲獎最多的女歌手。
- 小泉今日子是六位獲得三賞的女藝人之一，最佳電視劇歌曲（第78回，以《小海女》劇中角色天野春子名義）、最佳女主角（第81回）、最佳女配角（第39、78回）。
- 松隆子為另一位獲得三賞的女藝人，最佳女主角（第92、108回）、最佳新演員（第9回）、最佳電視劇歌曲（第92、108回，松隆子不是以歌手一人演唱主題曲獲獎，而是在《四重奏》以四位該劇演員合組團體演唱及《大豆田永久子與三個前夫》以團體合作演唱主題曲獲獎）。
- 菅田將暉是除了六位獲得三賞的女藝人之外，第一位獲得三賞的男藝人，最佳電視劇歌曲（第101回）、最佳男主角（第100回、第111回）、最佳男配角（第81回）。

### 其他
- 另外四位三賞女藝人分別是：松雪泰子（主演女優賞、助演女優賞、服裝造型賞）、鈴木京香（主演女優賞、助演女優賞、服裝造型賞）、深田恭子（主演女優賞、助演女優賞、服裝造型賞）、仲間由紀惠（主演女優賞、助演女優賞、服裝造型賞），巧合的是四位三賞女藝人皆拿過主演女優賞、助演女優賞、服裝造型賞，但服裝造型賞目前已廢除獎項。
- 歷來只有兩部作品同時獲得最佳作品、最佳男主角、最佳女主角、最佳男配角及最佳女配角，分別為第9回的《長假》和第24回的《美麗人生》，而这两部作品主演皆是木村拓哉，编剧皆是北川悦吏子。
- 至2025年，同部劇獲得最佳男主角、最佳女主角只有第6回的《跟我說愛我》（豐川悅司、常盤貴子）、第9回的《長假》（木村拓哉、山口智子）、第10回的《白晝之月》（織田裕二、常盤貴子）、第14回的《最後之戀》（中居正廣、常盤貴子）、第19回的《沉睡的森林》（木村拓哉、中山美穗）、第24回的《美麗人生》（木村拓哉、常盤貴子）和第113回的《石子與羽男：這種事能告嗎？》（中村倫也、有村架純）7次，共計有男主角5位及女主角4位。有趣的是，這其中有4位男主角因與常盤貴子拍檔、3位女主角因與木村拓哉合作而最終雙雙獲獎。
- 至2025年，同部劇只獲得最佳男配角、最佳女配角有第5回的《奇蹟餐廳》（西村雅彥、山口智子）、第6回的《他日再相逢》（今田耕司、大塚寧寧）、第17回的《手足情深》（岸谷五朗、木村佳乃）、第23回的《美人》（大澤隆夫、常盤貴子）、第37回的《我的老婆是男人》（古田新太、篠原涼子）、第46回的《電車男》（伊藤淳史、白石美帆）、第57回的《Last Friends》（錦戶亮、上野樹里）、第99回的《中學聖日記》（水上恆司、吉田羊）、第101回的《破案神手》（濱田岳、菜菜緒）9次，總計有18位。
- 至2025年，同部劇獲得最佳女主角、最佳男配角有第3回的《東京仙履奇緣》（和久井映見、岸谷五朗）、第4回的《全為了你》（中山美穂、高橋克典）、第11回的《白色之戀2》（酒井法子、竹野內豐）、第13回的《現代灰姑娘》（藥師丸博子、內野聖陽）、第20回的《繼續》（中谷美紀、渡部篤郎）、第22回的《她們的時代》（深津繪里、椎名桔平）、第27回的《大和拜金女》（松嶋菜菜子、堤真一）、第33回的《極道鮮師》（仲間由紀惠、松本潤）、第34回的《午餐女王》（竹內結子、妻夫木聰）、第41回的《與光同行》（篠原涼子、齋藤隆成）、第44回的《極道鮮師2》（仲間由紀惠、龜梨和也）、第47回的《流星花園》（井上真央、松本潤）、第54回的《花樣少年少女》（堀北真希、生田斗真）、第61回的《BOSS女王》（天海祐希、竹野內豐）、第71回的《家政婦女王》（松嶋菜菜子、長谷川博己）、第80回的《多謝款待》（杏、東出昌大）、第82回的《花子與安妮》（吉高由里子、吉田鋼太郎）、第84回的《約會大作戰》（杏、長谷川博己）、第88回的《阿淺來了》（波瑠、玉木宏）、第91回的《月薪嬌妻》（新垣結衣、星野源）、第93回的《我可能沒那麼愛你》（波瑠、東出昌大）、第96回的《法醫女王》（石原聰美、井浦新）、第98回的《半邊藍天》（永野芽郁、佐藤健）、第100回的《初戀那天所讀的故事》（深田恭子、橫濱流星）、第102回的《自然捲小姐放長假》（黑木華、高橋一生）、第104回的《戀愛可以持續到天長地久》（上白石萌音、佐藤健）、第107回的《天國與地獄》（綾瀨遙、高橋一生）、第111回的《Come Come Everybody》（上白石萌音、松村北斗）、第114回的《Silent》（川口春奈、目黑蓮）、第118回的《SEXY田中小姐》（木南晴夏、每熊克哉）、第119回的《布基烏基》（趣里、草彅剛）、第120回的《Unmet 某腦外科醫的日記》（杉咲花、若葉龍也）、第123回的《小鎮星熱點》（市川實日子、角田晃廣）33次，共計有女主角28位及男配角27位，因日劇多為單獨主演，所以有些男主角掛名配角居多，有趣的是12位女主角個別和竹野內豐、松本潤、長谷川博己、東出昌大、佐藤健、高橋一生拍檔而封后，另一方面10位男配角又個別和松嶋菜菜子、仲間由紀惠、杏、波瑠、上白石萌音合作得到配角王，其中有6次是以晨間劇演員演出雙雙獲獎的現象。
- 至2025年，同部劇獲得最佳女主角、最佳男配角和最佳女配角有第3回的《東京仙履奇緣》（和久井映見、岸谷五朗、鶴田真由）、第41回的《與光同行》（篠原涼子、齋藤隆成、小林聰美）、第82回的《花子與安妮》（吉高由里子、吉田鋼太郎、仲間由紀惠）、第91回的《月薪嬌妻》（新垣結衣、星野源、石田百合子）、第104回的《戀愛可以持續到天長地久》（上白石萌音、佐藤健、香里奈）、第114回的《Silent》（川口春奈、目黑蓮、夏帆）、第118回的《SEXY田中小姐》（木南晴夏、每熊克哉、生見愛瑠）7次，總計有21位。
- 第24回的《美麗人生》共獲十一項大獎（最優秀作品賞、主演男優賞、主演女優賞、助演男優賞、助演女優賞、主題曲賞、導演賞、劇本賞、新人俳優賞、卡司賞、片頭賞），扣除已廢除的獎項（新人俳優賞、卡司賞、片頭賞）也有八項大獎，為歷史上榮獲學院賞最多的日劇作品。
- 第63回的《仁醫》、第88回的《阿淺》、第91回的《月薪嬌妻》獲七項大獎，為歷史上榮獲學院賞次多的日劇作品。
- 第9回的《長假》共獲十項大獎（最優秀作品賞、主演男優賞、主演女優賞、助演男優賞、助演女優賞、劇本賞、新人俳優賞、最佳服裝賞、卡司賞、片頭賞），但扣除已廢除的獎項後僅獲六項大獎，是學院賞還沒扣除廢除獎項次多的日劇作品，卻因部分獎項的廢除，逕而變成獲獎第三多的日劇作品之一。
- 除了《長假》獲獎第三多之外，第5回的《奇迹餐厅》（最優秀作品賞、主演男優賞、助演男優賞、助演女優賞、劇本賞、導演賞，扣除已廢除的獎項）、第18回的《神啊！请多给我一点时间》（最優秀作品賞、主演男女優賞、助演女優賞、劇本賞、導演賞、主題曲賞，扣除已廢除的獎項）、第36回的《我的生存之道》（最優秀作品賞、主演男優賞、助演女優賞、劇本賞、導演賞、主題曲賞）、第42回的《在世界中心呼唤爱》（最優秀作品賞、主演男優賞、助演女優賞、劇本賞、導演賞、主題曲賞，扣除已廢除的獎項）、第50回的《不能结婚的男人》（最優秀作品賞、主演男優賞、助演女優賞、劇本賞、導演賞、特別賞）、第55回的《神探伽利略》（最優秀作品賞、主演男優賞、助演女優賞、劇本賞、導演賞、主題曲賞）、第57回的《Last Friends》（最優秀作品賞、助演男優賞、助演女優賞、主題曲賞、劇本賞、導演賞）、第59回的《流星之绊》（最優秀作品賞、主演男優賞、助演女優賞、劇本賞、導演賞、主題曲賞）、第65回的《Mother》（最優秀作品賞、主演女優賞、助演女優賞、劇本賞、導演賞、特別賞）、第69回的《仁醫2》（最優秀作品賞、主演男優賞、助演男優賞、助演女優賞、劇本賞、導演賞）、70回的《尽管如此也要活下去》（最優秀作品賞、主演男優賞、助演男優賞、助演女優賞、劇本賞、導演賞）、第71回的《家政妇三田》（最優秀作品賞、主演女優賞、助演男優賞、劇本賞、導演賞、主題曲賞）、第76回的《最佳的离婚》（最優秀作品賞、主演男優賞、助演女優賞、劇本賞、導演賞、主題曲賞）、第77回的《家族遊戲》（最優秀作品賞、主演男優賞、助演男優賞、劇本賞、導演賞、主題曲賞）、第79回的《胜者即是正义2》（最優秀作品賞、主演男優賞、助演男優賞、助演女優賞、劇本賞、導演賞）、第85回的《天皇的御厨》（最優秀作品賞、主演男優賞、助演男優賞、助演女優賞、劇本賞、導演賞）、第92回的《四重奏》（最優秀作品賞、主演女優賞、助演女優賞、劇本賞、導演賞、主題曲賞）、第96回的《UNNATURAL》（最優秀作品賞、主演女優賞、助演男優賞、主題曲賞、劇本賞、導演賞）、第97回的《大叔的愛》（最優秀作品賞、主演男優賞、助演男優賞、劇本賞、導演賞、特別賞）、第117回的《VIVANT》（最優秀作品賞、主演男優賞、助演男優賞、劇本賞、導演賞、特別賞）、第119回的《極度不妥！》（最優秀作品賞、主演男優賞、助演女優賞、劇本賞、導演賞、主題曲賞）與第120回的《Unmet 某腦外科醫的日記》（最優秀作品賞、主演女優賞、助演男優賞、劇本賞、導演賞、主題曲賞）亦共獲六項大獎，為歷史上榮獲學院賞第三多的日劇作品。
- 《仁醫》及《仁醫-完結篇》兩劇共獲得13項大獎，為學院賞歷來獲得最多奬項的季數系列日劇作品。
- 第78回的《半澤直樹》、第86回的《人民之王》、第87回的《下町火箭》和第95回的《陸王》皆以池井戶潤為原作之作品，除了《人民之王》獲二項大獎（助演男優賞、導演賞）之外，其餘得獎作品皆獲三項大獎（主演男優賞、助演男優賞、導演賞），成為以原作之作品得獎之特例。
- 第91回的《月薪嬌妻》、第92回的《四重奏》及第93回的《我可能沒那麼愛你》皆為TBS火十作品，前兩回各共同獲五項獎（最優秀作品賞、主演女優賞、助演女優賞、主題曲賞、導演賞），91及93回皆獲助演男優賞，三回皆獲主演女優賞，為連續有同一時段作品皆得獎之特例。
- 第83回的《為了N》和第93回的《反轉》皆為TBS金十作品，同是出自湊佳苗原著的小說並皆獲最優秀作品賞。
- 共有5次由兩劇全攬九項獎賞（最優秀作品賞、主演男優賞、主演女優賞、助演男優賞、助演女優賞、主題曲賞、劇本賞、導演賞、特別賞），分別是第61回（《BOSS女王》、《白色之春》），第69回（《仁醫-完結篇》、《寶貝的生活守則》），第78回（《小海女》、《半澤直樹》），第91回（《月薪嬌妻》、《真田丸》）及第104回（《戀愛可以持續到天長地久》、《忒修斯之船》）。
- 特別賞開辦以來都有得主出爐，每一回的得獎標準因素不一，是由評審票合議選出得主，不過在第49、57、62、64、73、74、76、79、93、95、101、103、106、107、109、110、111、113、115、116、118及120回的特別賞從缺，次數高達10次以上，可看出日劇產業的亮點變遷，第39及71回《水戶黃門》系列劇以及第92及96回《Byplayers》系列劇皆獲特別賞，是除了《千面女郎》、《老闆靠邊站》、《怪談百物語》、《H2好逑雙物語》、《富豪刑事》、《熟年離婚》、《相棒》、《草食男之桃花期》、《冷暖人間 最終季》以單一日劇作品頒發特別賞之外，唯二以季數系列日劇作品獲頒特別賞的日劇。
- 第105回特別賞頒發給新冠肺炎期間全體電視劇的工作人員，是歷屆特別賞開設以來，唯一不是以演員、幕後人員或團隊頒贈之情況。

## 得獎名單

### 1990年代

#### 1994年
- 第1回日劇學院賞
- 第2回日劇學院賞
- 第3回日劇學院賞

#### 1995年
- 第4回日劇學院賞
- 第5回日劇學院賞
- 第6回日劇學院賞
- 第7回日劇學院賞

#### 1996年
- 第8回日劇學院賞
- 第9回日劇學院賞
- 第10回日劇學院賞
- 第11回日劇學院賞

#### 1997年
- 第12回日劇學院賞
- 第13回日劇學院賞
- 第14回日劇學院賞
- 第15回日劇學院賞

#### 1998年
- 第16回日劇學院賞
- 第17回日劇學院賞
- 第18回日劇學院賞
- 第19回日劇學院賞

#### 1999年
- 第20回日劇學院賞
- 第21回日劇學院賞
- 第22回日劇學院賞
- 第23回日劇學院賞

### 2000年代

#### 2000年
- 第24回日劇學院賞
- 第25回日劇學院賞
- 第26回日劇學院賞
- 第27回日劇學院賞

#### 2001年
- 第28回日劇學院賞
- 第29回日劇學院賞
- 第30回日劇學院賞
- 第31回日劇學院賞

#### 2002年
- 第32回日劇學院賞
- 第33回日劇學院賞
- 第34回日劇學院賞
- 第35回日劇學院賞

#### 2003年
- 第36回日劇學院賞
- 第37回日劇學院賞
- 第38回日劇學院賞
- 第39回日劇學院賞

#### 2004年
- 第40回日劇學院賞
- 第41回日劇學院賞
- 第42回日劇學院賞
- 第43回日劇學院賞

#### 2005年
- 第44回日劇學院賞
- 第45回日劇學院賞
- 第46回日劇學院賞
- 第47回日劇學院賞

#### 2006年
- 第48回日劇學院賞
- 第49回日劇學院賞
- 第50回日劇學院賞
- 第51回日劇學院賞

#### 2007年
- 第52回日劇學院賞
- 第53回日劇學院賞
- 第54回日劇學院賞
- 第55回日劇學院賞

#### 2008年
- 第56回日劇學院賞
- 第57回日劇學院賞
- 第58回日劇學院賞
- 第59回日劇學院賞

#### 2009年
- 第60回日劇學院賞
- 第61回日劇學院賞
- 第62回日劇學院賞
- 第63回日劇學院賞

### 2010年代

#### 2010年
- 第64回日劇學院賞
- 第65回日劇學院賞
- 第66回日劇學院賞
- 第67回日劇學院賞

#### 2011年
- 第68回日劇學院賞
- 第69回日劇學院賞
- 第70回日劇學院賞
- 第71回日劇學院賞

#### 2012年
- 第72回日劇學院賞
- 第73回日劇學院賞
- 第74回日劇學院賞
- 第75回日劇學院賞

#### 2013年
- 第76回日劇學院賞
- 第77回日劇學院賞
- 第78回日劇學院賞
- 第79回日劇學院賞

#### 2014年
- 第80回日劇學院賞
- 第81回日劇學院賞
- 第82回日劇學院賞
- 第83回日劇學院賞

#### 2015年
- 第84回日劇學院賞
- 第85回日劇學院賞
- 第86回日劇學院賞
- 第87回日劇學院賞

#### 2016年
- 第88回日劇學院賞
- 第89回日劇學院賞
- 第90回日劇學院賞
- 第91回日劇學院賞

#### 2017年
- 第92回日劇學院賞
- 第93回日劇學院賞
- 第94回日劇學院賞
- 第95回日劇學院賞

#### 2018年
- 第96回日劇學院賞
- 第97回日劇學院賞
- 第98回日劇學院賞
- 第99回日劇學院賞

#### 2019年
- 第100回日劇學院賞
- 第101回日劇學院賞
- 第102回日劇學院賞
- 第103回日劇學院賞

### 2020年代

#### 2020年
- 第104回日劇學院賞
- 第105回日劇學院賞
- 第106回日劇學院賞

#### 2021年
- 第107回日劇學院賞
- 第108回日劇學院賞
- 第109回日劇學院賞
- 第110回日劇學院賞

#### 2022年
- 第111回日劇學院賞
- 第112回日劇學院賞
- 第113回日劇學院賞
- 第114回日劇學院賞

#### 2023年
- 第115回日劇學院賞
- 第116回日劇學院賞
- 第117回日劇學院賞
- 第118回日劇學院賞

#### 2024年
- 第119回日劇學院賞
- 第120回日劇學院賞
- 第121回日劇學院賞
- 第122回日劇學院賞

#### 2025年
- 第123回日劇學院賞
- 第124回日劇學院賞
- 第125回日劇學院賞
- 第126回日劇學院賞

## 另見
- 東京國際戲劇節
- 日本民間放送聯盟獎
- 銀河賞
- 橋田獎
- CONFiDENCE日劇大獎(已停止舉辦)
- 日刊體育日劇大賞季選

## 外部連結
- 日劇學院賞 （页面存档备份，存于）